# Ginni Thomas
Virginia "Ginni" Thomas (Omaha, Nebraska, Estados Unidos; 23 de febrero de 1957) es una abogada y activista conservadora estadounidense. En 1987, se casó con Clarence Thomas, quien se convirtió en juez asociado de la Corte Suprema de los Estados Unidos en 1991. Sus comentarios conservadores y su activismo la han convertido en una figura controvertida, especialmente porque los cónyuges de los jueces del Tribunal Supremo suelen evitar la política.
Thomas comenzó su carrera trabajando para el republicano Hal Daub cuando éste era miembro de la Cámara de Representantes de Estados Unidos. 
Tras graduarse en la Facultad de Derecho de la Universidad de Creighton, trabajó para la Cámara de Comercio de Estados Unidos. Más tarde trabajó para el Departamento de Trabajo de Estados Unidos de Trabajo y como asesora del republicano Dick Armey mientras éste era miembro de la Cámara de Representantes. En el año 2000, se incorporó a la Fundación Heritage, donde actuó como enlace entre el Centro de estudios conservador y la administración de George W. Bush. En 2009, Thomas fundó Liberty Central, una organización política conservadora sin ánimo de lucro asociada al movimiento Tea Party. En 2010 fundó Liberty Consulting.
Thomas apoyó a Donald Trump durante su presidencia, ofreciendo a la administración recomendaciones sobre personas a contratar a través de su trabajo con el grupo conservador Groundswell. Tras la victoria de Joe Biden en las elecciones presidenciales de 2020, instó en repetidas ocasiones al jefe de gabinete de Trump, Mark Meadows, a que tomara medidas para anular el resultado. Hizo un primer apoyo en las redes sociales al mitin de Trump que precedió al ataque de enero de 2021 en el Capitolio de los Estados Unidos antes de que se produjera los episodios de violencia y más tarde se disculpó por contribuir a la desavenencia entre los antiguos empleados de su marido en el Tribunal Supremo en relación con esos disturbios.

## Educación y primeros años
Thomas creció en Omaha, Nebraska, la menor de los cuatro hijos de Donald Lamp, un ingeniero dueño de su propia empresa, y de Marjorie Lamp, una ama de casa. Sus padres eran republicanos.
Thomas asistió al instituto Westside de Omaha, donde fue integrante del gobierno estudiantil, del club de debate y del club republicano. Se matriculó en una universidad femenina de Virginia por su proximidad a Washington D. C. Posteriormente se trasladó a la Universidad de Nebraska y después se mudó a la Universidad de Creighton para estar más cerca de su novio. Se licenció en Ciencias Políticas y Comunicación Empresarial en la Universidad de Creighton (1979) y obtuvo un Juris doctor en la Facultad de Derecho de esa misma universidad (1983), tras un paréntesis en el que trabajó como asistente legislativo del congresista Hal Daub.

## Carrera

### 1981 - 1991
Cuándo Daub tomó posesión de su cargo en el Congreso en 1981, Thomas se trasladó a Washington D. C., trabajado en su oficina los siguientes dieciocho meses. Después de completar sus estudios de Derecho en 1983, trabajó un año más para Daub en Washington como directora legislativa. Entre 1985 y 1989, ejerció como abogada y especialista en relaciones laborales en la Cámara de Comercio de EE. UU., asistiendo a audiencias en el Congreso donde representaba los intereses de la comunidad empresarial.
Su labor incluyó la argumentación contra la aprobación de la Ley de Baja Familiar y Médica de 1993. En 1989, fue nombrada directora de relaciones con los empleados de la Cámara de Comercio.

### 1991-2009

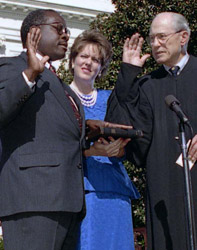
Virginia Thomas durante el juramento de su marido como juez del Tribunal Supremo de Estados Unidos.

En 1991, Thomas regresó al servicio gubernamental en la Oficina de Asuntos Legislativos del Departamento de Trabajo de EE. UU.,[15][16][17] donde se opuso a la legislación sobre valores comparables que habría exigido la equiparación salarial entre mujeres y hombres en trabajos considerados comparables.
Ese año, su marido, Clarence Thomas, fue nominado por el presidente George H. W. Bush para ocupar el puesto vacante en el Tribunal Supremo de EE. UU. que había quedado libre por la jubilación del juez Thurgood Marshall. Asistió a las polémicas audiencias de confirmación en el Senado de EE. UU. y apoyó a su marido cuando fue acusado de acoso sexual.
Durante las audiencias de confirmación, varios senadores demócratas se preguntaron si su trabajo en el Departamento de Trabajo podría crear un conflicto de intereses para su marido en caso de que éste ocupara un puesto en el Tribunal Supremo. Después de que su marido fuera confirmado por 52 votos a favor y 48 en contra,[21] describió el escrutinio televisado y el proceso de confirmación como una "prueba de fuego".
Su siguiente trabajo fue como analista política para el representante Dick Armey, presidente de la Conferencia Republicana de la Cámara de Representantes.
En el año 2000, trabajaba para la Heritage Foundation, donde recopilaba currículos para posibles nombramientos presidenciales en el gobierno de George W. Bush cuando el Tribunal Supremo estaba decidiendo el caso Bush contra Gore. Siguió trabajando en la Heritage Foundation durante el gobierno de George W. Bush, como enlace con la Casa Blanca para el grupo de expertos.